# لولیتاخوانی در تهران (فیلم)
لولیتاخوانی در تهران (انگلیسی: Reading Lolita in Tehran) فیلمی به کارگردانی اران ریکلیس، تولید مشترک ایتالیا و اسرائیل محصول سال ۲۰۲۳ و با بازی گلشیفته فراهانی، زر امیرابراهیمی و مینا کاوانی است.
این فیلم توسط شرکت وست‌اند فیلم به بازار جشنواره فیلم کن عرضه شده‌است. مارژوری دیوید فیلمنامه لولیتاخوانی در تهران را با اقتباس از رمانی به همین نام نوشته‌است که خودزندگی‌نامه آذر نفیسی و روایتگر خاطرات او از روزهای انقلاب فرهنگی در ایران و اخراج استادان زن از دانشگاه‌ها در سال‌های نخست پس از انقلاب ۱۳۵۷ است.
لولیتاخوانی در تهران در نخستین نمایش جهانی در برنامه‌ «سینمای پیشرو» از بخش رسمی نوزدهمین دوره‌ی جشنواره فیلم رم به نمایش درمی‌آید. این فیلم همچنین برای رقابت در بخش مسابقه‌ رسمی بیست و هشتمین دوره‌ جشنواره‌ی شب‌های سیاه تالین انتخاب شده است.